# Petra Beek
Dit overzicht is mogelijk incompleet; u kunt helpen door het uit te breiden.
Petra Danielle Beek (Bussum, 1 juni 1973) is een Nederlands softballer.
Beek kwam uit voor het eerste damesteam van HCAW en was tevens international van het Nederlands damessoftbalteam. Ze nam met dit team deel aan de Olympische Spelen van 1996 in Atlanta als achtervanger. Ook de zus van Beek, Madelon Beek was softbalinternational.
Madelon Beek · 
Petra Beek · 
Luciène Geels · 
Jacqueline de Heer · 
Marjolein de Jong · 
Jacqueline Knol · 
Anita Kossen · 
Anouk Mels · 
Sandra Nieuwveen · 
Penny le Noble · 
Corrine Ockhuijsen · 
Sonja Pannen · 
Marlies van der Putten · 
Gonny Reijnen · 
Martine Stiemer